# Arrivederci tristezza
Arrivederci tristezza è un film del 2025 diretto da Giovanni Virgilio.

## Trama
Aldo, quarantenne vittima di ghosting per quasi quindici anni da parte della sua compagna Alessia, decide di rivolgersi allo psicoterapeuta Carlo per cercare di sciogliere tutte le domande che si pone. L'incontro con Carlo gli farà trovare una nuova consapevolezza dopo aver scoperto che ha attraversato la sua stessa situazione quarant'anni prima.

## Distribuzione
Arrivederci tristezza è stato presentato in anteprima fuori concorso al Taormina Film Festival 2025. Il film è stato successivamente distribuito nelle sale cinematografiche italiane il 19 giugno 2025.

## Accoglienza
Il film è stato accolto con recensioni miste da parte della critica cinematografica.